# Sepp Kusstatscher
Sepp Kusstatscher, född 17 mars 1947 i Villanders, är en italiensk politiker och före detta Europaparlamentariker representerade Federazione dei Verdi. I EU hade han sin politiska post vid EU:s kommitté för sysselsättning och sociala affärer. Han är också talesperson för De Gröna i Sydtyrolen. 

## Politisk karriär (ett utdrag)
- 1973–1974: Ordförande för Sydtyrolens fackförening
- 1974–1985: Borgmästare i Villanders
- 2004–2009 EU-parlamentariker för Federazione dei Verdi
- 2009– Ordförande för De Gröna i Sydtyrolen